# 26e cérémonie des Saturn Awards
La 26e cérémonie des Saturn Awards, récompensant les films, séries télévisées et téléfilms sortis en 1999 et les professionnels s'étant distingués cette année-là, s'est tenue le 6 juin 2000.

## Palmarès
Les lauréats sont indiqués ci-dessous en premier de chaque catégorie et en gras.

### Cinéma

#### Meilleur film de science-fiction
- Matrix (The Matrix)
  - Star Wars, épisode I : La Menace fantôme (Star Wars, Episode I: The Phantom Menace)
  - Passé virtuel (The Thirteenth Floor)
  - eXistenZ
  - Galaxy Quest
  - Pitch Black

#### Meilleur film fantastique
- Dans la peau de John Malkovich (Being John Malkovich)
  - Austin Powers 2 : L'Espion qui m'a tirée (Austin Powers: The Spy Who Shagged Me)
  - La Momie (The Mummy)
  - Stuart Little
  - Tarzan
  - Toy Story 2

#### Meilleur film d'horreur
- Sixième Sens (The Sixth Sense)
  - Le Projet Blair Witch (The Blair Witch Project)
  - Vorace (Ravenous)
  - Sleepy Hollow, la légende du cavalier sans tête (Sleepy Hollow)
  - Stigmata
  - Mrs. Tingle (Teaching Mrs. Tingle)

#### Meilleur film d'action / aventures / thriller
- La Ligne verte (The Green Mile)
  - Arlington Road
  - Ciel d'octobre (October Sky)
  - Payback
  - Le Talentueux Mr Ripley (The Talented Mr. Ripley)
  - Le monde ne suffit pas (The World Is Not Enough)

#### Meilleure réalisation
- Andy et Larry Wachowski pour Matrix
  - Tim Burton pour Sleepy Hollow : La Légende du cavalier sans tête
  - Frank Darabont pour La Ligne verte
  - George Lucas pour Star Wars, épisode I : La Menace fantôme
  - Dean Parisot pour Galaxy Quest
  - Stephen Sommers pour La Momie

#### Meilleur acteur
- Tim Allen pour le rôle de Jason Nesmith dans Galaxy Quest
  - Johnny Depp pour le rôle d'Ichabod Crane dans Sleepy Hollow - La Légende du cavalier sans tête
  - Brendan Fraser pour le rôle de Richard O'Connell dans La Momie
  - Liam Neeson pour le rôle de Qui-Gon Jinn dans Star Wars, épisode I : La Menace fantôme
  - Keanu Reeves pour le rôle de Néo dans Matrix
  - Bruce Willis pour le rôle de Malcolm Crowe dans Sixième Sens (The Sixth Sense)

#### Meilleure actrice
- Christina Ricci pour le rôle de Katrina Van Tassel dans Sleepy Hollow : La Légende du cavalier sans tête
  - Heather Graham pour le rôle de Felicity Bonnebez dans Austin Powers 2 : L'Espion qui m'a tirée
  - Catherine Keener pour le rôle de Maxine Lund dans Dans la peau de John Malkovich
  - Carrie-Anne Moss pour le rôle de Trinity dans Matrix
  - Sigourney Weaver pour le rôle de Gwen DeMarco dans Galaxy Quest
  - Rachel Weisz pour le rôle d'Evelyn Carnahan dans La Momie

#### Meilleur acteur dans un second rôle
- Michael Clarke Duncan pour le rôle de John Coffey dans La Ligne verte
  - Laurence Fishburne pour le rôle de Morpheus dans Matrix
  - Jude Law pour le rôle de Dickie Greenleaf dans Le Talentueux Mr Ripley
  - Ewan McGregor pour le rôle d'Obi-Wan Kenobi dans Star Wars, épisode I : La Menace fantôme
  - Alan Rickman pour le rôle d'Alexander Dane dans Galaxy Quest
  - Christopher Walken pour le rôle du Cavalier sans tête dans Sleepy Hollow : La Légende du cavalier sans tête

#### Meilleure actrice dans un second rôle
- Patricia Clarkson pour le rôle de Melinda Moores dans La Ligne verte
  - Pernilla August pour le rôle de Shmi Skywalker dans Star Wars, épisode I : La Menace fantôme
  - Joan Cusack pour le rôle de Cheryl Lang dans Arlington Road
  - Geena Davis pour le rôle d'Eleanor Little dans Stuart Little
  - Miranda Richardson pour le rôle de Mary Van Tassel dans Sleepy Hollow : La Légende du cavalier sans tête
  - Sissy Spacek pour le rôle de Helen Webber dans Première Sortie

#### Meilleur(e) jeune acteur ou actrice
- Haley Joel Osment pour Sixième Sens (The Sixth Sense)
  - Emily Bergl pour Carrie 2 (The Rage: Carrie 2)
  - Jake Lloyd pour Star Wars, épisode I : La Menace fantôme
  - Justin Long pour le rôle de Brandon Wheeger, un fan du commandant dans Galaxy Quest
  - Natalie Portman pour Star Wars, épisode I : La Menace fantôme
  - Devon Sawa pour La Main qui tue

#### Meilleur scénariste
- Charlie Kaufman pour Dans la peau de John Malkovich
  - Ehren Kruger pour Arlington Road
  - M. Night Shyamalan pour Sixième Sens (The Sixth Sense)
  - Stephen Sommers pour La Momie
  - Andy et Larry Wachowski pour Matrix
  - Andrew Kevin Walker pour Sleepy Hollow : La Légende du cavalier sans tête

#### Meilleure musique
- Sleepy Hollow : La Légende du cavalier sans tête – Danny Elfman
  - Galaxy Quest – David Newman
  - La Ligne verte – Thomas Newman
  - La Momie – Jerry Goldsmith
  - Toy Story 2 – Randy Newman
  - Vorace – Michael Nyman et Damon Albarn

#### Meilleurs costumes
- Star Wars, épisode I : La Menace fantôme – Trisha Biggar
  - Galaxy Quest – Albert Wolsky
  - Matrix – Kym Barrett
  - La Momie – John Bloomfield
  - Mystery Men – Marilyn Vance
  - Sleepy Hollow : La Légende du cavalier sans tête – Colleen Atwood

#### Meilleur maquillage
- La Momie – Nick Dudman et Aileen Seaton
  - Galaxy Quest – Hallie D'Amore, Ve Neill et Stan Winston
  - Matrix – Nikki Gooley, Bob McCarron et Wendy Sainsbury
  - Sleepy Hollow : La Légende du cavalier sans tête – Kevin Yagher et Peter Owen
  - Star Wars, épisode I : La Menace fantôme – Paul Engelen, Sue Love et Nick Dudman
  - Vorace – Fae Hammond

#### Meilleurs effets spéciaux
- Star Wars, épisode I : La Menace fantôme – Rob Coleman, John Knoll, Dennis Muren et Scott Squires
  - Galaxy Quest – Kim Bromley, Bill George, Robert Stadd et Stan Winston
  - Matrix – John Gaeta, Janek Sirrs, Steve Courtley et Jon Thum
  - La Momie – John Andrew Berton Jr., Daniel Jeannette, Ben Snow et Chris Corbould
  - Sleepy Hollow : La Légende du cavalier sans tête – Jim Mitchell, Joss Williams, Kevin Yagher et Mark S. Miller
  - Stuart Little – John Dykstra, Henry F. Anderson III, Jerome Chen et Eric Allard

### Télévision

#### Meilleure série diffusée sur les réseaux nationaux
- Un agent très secret (Now and Again)
  - Angel
  - Buffy contre les vampires (Buffy the Vampire Slayer)
  - Roswell
  - Sept jours pour agir (Seven Days)
  - X-Files : Aux frontières du réel (The X-Files)

#### Meilleure série diffusée sur le câble ou en syndication
- Stargate SG-1
  - Amazon
  - Farscape
  - Good Versus Evil (Good vs Evil)
  - Au-delà du réel : L'aventure continue (The Outer Limits)
  - Star Trek: Deep Space Nine

#### Meilleur téléfilm, mini-série ou programme spécial
- La Tempête du siècle (Storm of the Century)
  - La Ferme des animaux (Animal Farm)
  - La Nuit des fantômes (A Christmas Carol)
  - Voyage au centre de la terre (Journey to the Center of the Earth)
  - Le Monde magique des Leprechauns (The Magical Legend of the Leprechauns)
  - Chasseurs de frissons (The Time Shifters)

#### Meilleur acteur
- David Boreanaz pour le rôle d'Angel dans Angel
  - Richard Dean Anderson pour le rôle de Jack O'Neill dans Stargate SG-1
  - Jason Behr pour le rôle de Max Evans dans Roswell
  - Ben Browder pour le rôle de John Crichton dans Farscape
  - Eric Close pour le rôle de Michael Wiseman dans Un agent très secret
  - Patrick Stewart pour le rôle d'Ebenezer Scrooge dans La Nuit des fantômes

#### Meilleure actrice
- Margaret Colin pour le rôle de Lisa Wiseman dans Un agent très secret
  - Gillian Anderson pour le rôle de Dana Scully dans X-Files : Aux frontières du réel
  - Claudia Black pour le rôle d'Aeryn Sun dans Farscape
  - Shannen Doherty pour le rôle de Prudence Halliwell dans Charmed
  - Sarah Michelle Gellar pour le rôle de Buffy Summers dans Buffy contre les vampires
  - Kate Mulgrew pour le rôle de Kathryn Janeway dans Star Trek: Voyager

#### Meilleur acteur dans un second rôle
- Dennis Haysbert pour le rôle du Dr Theodore Morris dans Un agent très secret
  - Nicholas Brendon pour le rôle d'Alexander Harris dans Buffy contre les vampires
  - Colm Feore pour le rôle d'André Linoge dans La Tempête du siècle
  - Jeremy London pour le rôle de Jonas Lytton dans Voyage au centre de la terre
  - James Marsters pour le rôle de Spike dans Buffy contre les vampires
  - Robert Picardo pour le rôle de l'Hologramme Médical d'Urgence dans Star Trek: Voyager

#### Meilleure actrice dans un second rôle
- Justina Vail pour le rôle du Dr Olga Vukavitch dans Sept jours pour agir
  - Charisma Carpenter pour le rôle de Cordelia Chase dans Angel
  - Virginia Hey pour le rôle de Zhaan dans Farscape
  - Heather Matarazzo pour le rôle de Heather Wiseman dans Un agent très secret
  - Jeri Ryan pour le rôle de Seven of Nine dans Star Trek: Voyager
  - Amanda Tapping pour le rôle de Samantha Carter dans Stargate SG-1

### VHS

#### Meilleure édition VHS
- Free Enterprise
  - Une nuit en enfer 3 : La Fille du bourreau
  - Le Géant de fer
  - Le Syndrome de Stendhal
  - Trekkies

### Prix spéciaux

#### George Pal Memorial Award
- Douglas Wick

#### Life Career Award
- Dick Van Dyke
- George Barris

#### President's Memorial Award
- Richard Donner

#### Service Award
- Jeffrey Walker